# El Espectador (1841-1848)
El Espectador fue un periódico editado en la ciudad española de Madrid entre 1841 y 1848, durante el reinado de Isabel II.

## Historia
Editado en Madrid, se imprimió primero en la Imprenta de El Espectador, aunque pasaría a hacerlo en otras, la última la de Z. Soler. Su primer número apareció el 1 de agosto de 1841, con cuatro páginas. Su publicación estuvo suspendida desde el 23 de julio de 1843 al 14 de agosto de 1843, por los acontecimientos políticos que tenían lugar en aquellos momentos, que pondrían término a la regencia de Espartero, así como desde el 9 de febrero al 3 de mayo de 1844. Volvió a cesar su salida a la calle entre 11 de mayo y el 20 de septiembre de 1848. Finalizó su publicación de manera definitiva el 30 de diciembre de 1848. El Espectador, un diario, fue dirigido sucesivamente por Francisco Martín Serrano, Simón Santos Lerín y Ramón Girón.
Colaboraron como redactores en sus páginas autores como Rafael María Baralt, Mariano del Castillo, el conde de la Cortina, Francisco Díaz Quintero, Alfonso Escalante, Gabriel Estrella, Ángel Fernández de los Ríos, Heriberto García de Quevedo, Ramón Girón, Benigno Joaquín Martínez, Luciano Pérez de Acevedo, Miguel Agustín Príncipe, Antonio Ribot Fontseré, Manuel Ruiz de Quevedo, Manuel María de Santa Ana, Ramón Satorres, Juan Antonio Seoane, Francisco Martín Serrano, Ignacio Tro y, posiblemente, José Landero.